# Paul Sackey

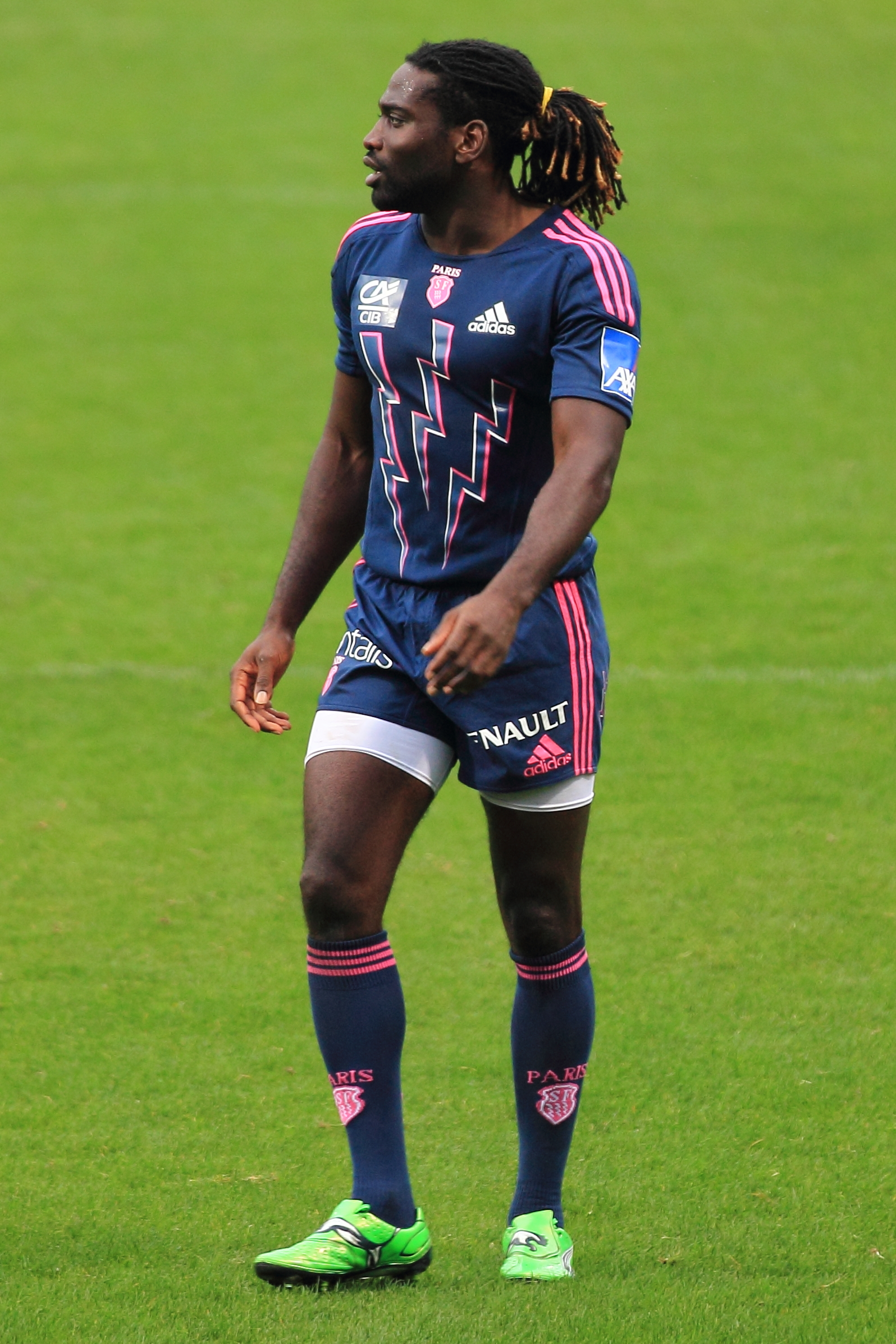
Jugando para Stade Français durante un clásico francés, 2011.

Paul Henry Sackey (Lambeth, 8 de noviembre de 1979) es un exjugador británico de rugby que se desempeñaba como wing. Fue internacional con la Rosa de 2006 a 2009.

## Biografía
Hijo de inmigrantes ghaneses, Sackey empezó jugar rugby a los 17, cuándo era alumno de un colegio católico en Purley e inició como centro y luego de fullback. Destacó rápidamente por su velocidad y fue llevado a participar en torneos escolares de Sevens.
Llamó la atención de un ojeador de los Wasps RFC y se unió a ellos, jugando en M19. Andy Gomarsall lo observó en un torneo de sevens en Lisboa (Portugal) y, dándose cuenta de su potencial, arregló su pase a Bedford Blues.

## Carrera
Deje Londres irlandés en febrero 2005 para regresar a Avispas y era inmediatamente redactado al 1.º equipo de equipo, donde  juegue en el ala en su victorioso 2004@–05 Zurich Premiership final contra Leicester Tigres.
Sackey Empezado contra Leicester Tigres en la final del 2006@–07 Heineken Taza. Sackey Ganó el título de Liga para un segundo tiempo durante el 2007@–08 Guinness Premiership.
En febrero 2010, Sackey, cuyo contrato con Avispas expiró al final del 2009@–10 Guinness Premiership estación, anunció que  una RC Toulonnais para el 2010@–11 Parte superior 14 estación.
Sackey Puntuable seis prueba en 20 partidos para RC Toulonnais durante el 2010@–11 estación. Aun así, RC Toulonnais dueño Mourad Boudjellal se pronunció "insatisfecho" con Sackey  el rendimiento y él estuvo liberado en mayo 2011. Sackey Regresó a Inglaterra para jugar para Arlequines en el Aviva Premiership en la 2013/14 estación.

## Selección nacional
Fue convocado al seleccionado juvenil y participó del mundial M21, obteniendo el cuarto puesto en la edición de Nueva Zelanda 2000.
En 2001 fue seleccionado para el seleccionado de sevens y disputó la copa mundial de Argentina, Inglaterra resultó eliminada en cuartos de final.
Fue incluido en una gira de los England Saxons contra los Estados Unidos y Canadá. Anotó un doblete en el triunfo 83–21 ante las Águilas.

### La Rosa
Brian Ashton lo seleccionó un equipo de 30 hombres para el 2006 fin de pruebas de rugbi del año. Después de que Mark Cueto sacó a través de daño, Sackey estuvo nombrado en la línea de empezar-hasta afrontar los Todos Negros e hizo su debut de Inglaterra el domingo 5 noviembre 2006. Su primero probar vino una semana más tarde en Inglaterra  25@–18 derrota de casa a Argentina. Aun así,  sea incapaz de construir en sus rendimientos en estos juegos después de ser forzados fuera de los dos juegos subsiguientes en contra Sudáfrica y las 2007 Seis Naciones Campeonato a través de daño.

### Participaciones en Copas del Mundo
Ashton lo llevó a Francia 2007 como titular indiscutido. En la etapa de grupo, marcó dos tries en la victoria frente a Samoa y otros dos contra Tonga. En los cuartos de final, ante Australia, impidió un try espectacularmente y jugó toda la final.
| Mundial                       | Sede    | Resultado  | PJ | Tries |
| ----------------------------- | ------- | ---------- | -- | ----- |
| Copa Mundial de Rugby de 2007 | Francia | Subcampeón | 6  | 4     |

## Vida privada
En julio de 2008 Sackey viajó por primera vez a Ghana, implicándose en la pobreza infantil y el desarrollo del deporte en el país. Desde entonces colabora en fundaciones de rugby en Ghana.
En 2006 inauguró su propia concesionaria automovilística y actualmente se dedica a ella. Profesor de Historia, se especializa en historia romana y en 2008 publicó una monografía sobre la República romana tardía, analizada desde la obra de Cicerón.